# Xã Perry, Quận Franklin, Ohio
Xã Perry (tiếng Anh: Perry Township) là một xã thuộc quận Franklin, tiểu bang Ohio, Hoa Kỳ. Năm 2010, dân số của xã này là 3.637 người.